# Софиевка Первая (Ровненская область)
Софиевка Первая (укр. Софіївка Перша) — село в Вербской сельской общине Дубенского района Ровненской области Украины.
Население по переписи 2001 года составляло 292 человека. Почтовый индекс — 35670. Телефонный код — 3656. Код КОАТУУ — 5621681206.